# Göte Bergsten
Göte Germanius Bergsten, född 28 maj 1896, död 29 april 1954, var en svensk metodistpastor.
Bergsten utbildades vid metodistkyrkans teologiska skola, var pastor bland annat i Göteborg och Stockholm, innan han 1944 blev direktor för Sankt Lukasstiftelsens institut för själavård och psykisk rådgivning i Stockholm.Han var tillsammans med bland andra Harald Giertz en av denna stiftelses initiativtagare. Han var ledamot av sakkunnighetskommittén för den andliga vården vid sjukhusen 1943. Bergsten utgav flera arbeten där den samtida psykologin tillämpades på själavården, bland annat Bön och meditation (1939) och Psykologien och själens vård (1945, 2:a upplagan 1946).
Bergsten ska ha varit den första icke-katoliken som i Sverige anordnat retreatverksamhet och i kristna sammanhang lärt ut meditation. Enligt Gunnel Vallquist var hans källor "de klassiska katolska.